# Barrio de Muñó
Barrio de Muñó è un comune spagnolo di 31 abitanti situato nella comunità autonoma di Castiglia e León.